# Потеев, Николай Павлович
Николай Павлович Потеев (16 мая 1919 — 27 сентября 1972) — советский офицер, танкист, Герой Советского Союза (1945).
В сентябре 1944 года командир танковой роты Т-34 117-й танковой бригады 1-го танкового корпуса 6-й гвардейской армии 1-го Прибалтийского фронта лейтенант Н. П. Потеев организовал оборону и остановил наступление вермахта западнее города Митава (ныне — Елгава) и в районе города Добеле, отразив за четверо суток 28 атак и уничтожив 37 танков противника.

## Биография
Родился 16 мая 1919 года в городе Рогачёв ныне Гомельской области (Беларусь) в семье рабочего. Русский. Окончил Ленинградский машиностроительный техникум. Работал на Ленинградском трубном заводе.
В Красной Армии с 1939 года. Участник Великой Отечественной войны с июня 1941 года. В 1943 году окончил Камышинское танковое училище. Воевал на Южном, Юго-Западном, Сталинградском, Брянском, 1-м Прибалтийском и 3-м Белорусском фронтах. Член ВКП(б)/КПСС с 1944 года.
Командир танковой роты 117-й танковой бригады (1-й танковый корпус, 6-я гвардейская армия, 1-й Прибалтийский фронт) лейтенант Н. П. Потеев особо отличился в боях за освобождение Латвии в период с 17 по 21 сентября 1944 года западнее города Митава (ныне — Елгава) и в районе города Добеле.
17 сентября 1944 года вверенная Н. П. Потееву рота танков Т-34 заняла оборону и остановила наступление неприятеля, отразив за четверо суток 28 вражеских атак, и уничтожив 37 танков противника.
Экипаж танка лейтенанта Потеева в этих ожесточённых боях уничтожил 9 танков врага.
В боях с 13 января 1945 года танковая рота совершила рейд в тыл противника, разгромив колонну бронетехники и захватив населённый пункт Гросс Скайсгирен (ныне посёлок Большаково Славского района Калининградской области), занятый противником. Танкисты записали на свой счёт 5 танков, 4 самоходные орудия, 40 автомашин. Из них экипаж старшего лейтенанта Н. П. Потеева уничтожил 3 танка, 2 самоходных орудия, а также два бронетранспортёра. По оценке командира 1-го танкового батальона капитана Мошнина, «т. Потеев… показал себя исключительно смелым, храбрым, мужественным и волевым офицером.» Награждён орденом Красного Знамени (22 февраля 1945).
Указом Президиума Верховного Совета СССР от 24 марта 1945 года «за образцовое выполнение боевых заданий командования на фронте борьбы с немецко-фашистскими захватчиками и проявленные при этом мужество и героизм», старшему лейтенанту Потееву Николаю Павловичу присвоено звание Героя Советского Союза с вручением ордена Ленина (№ 104646) и медали «Золотая Звезда» (№ 6872).
После войны старший лейтенант Н. П. Потеев — в запасе. Жил в городе Лунинец Брестской области Белоруссии, работал директором райбыткомбината.
В 1949 году вновь призван в армию. В 1951 году окончил Высшую офицерскую школу самоходной артиллерии. С 1970 года подполковник Н. П. Потеев — в отставке.
Жил в городе Минск (столица Беларуси). Умер 27 сентября 1972 года. Похоронен на Восточном («Московском») кладбище в Минске.

## Награды и звания
- Герой Советского Союза (24 марта 1945);
- орден Ленина (24 марта 1945);
- орден Красного Знамени (22 февраля 1945[3]);
- орден Отечественной войны I степени (19 июля 1944);
- орден Красной Звезды (15 октября 1943);
- медали[2].

## Память

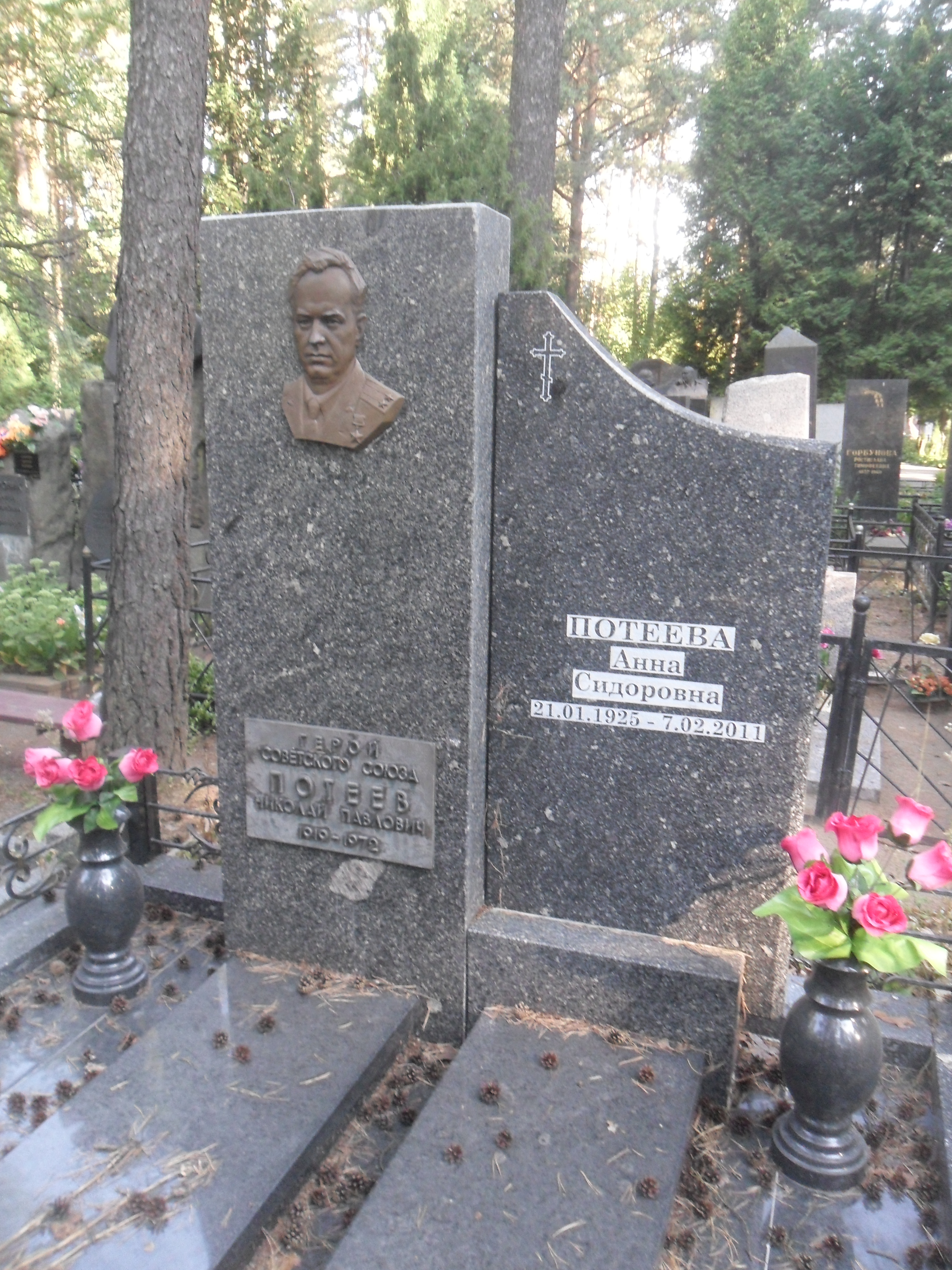
Могила Потеева на Восточном кладбище Минска

В городе Рогачёв Гомельской области на Аллее Героев в Пионерском парке установлен памятный знак Н. П. Потееву.

## Семья
Сын — Александр Потеев (1952—2016) — бывший полковник Службы внешней разведки, возглавлял 4-й (американский) отдел Управления «С» (нелегальная разведка), в 2010 году бежал в США и выдал разведчиков-нелегалов. В 2011 году российским судом признан виновным в государственной измене и дезертирстве.